# Enough of No Love
Enough of No Love è un singolo della cantante statunitense Keyshia Cole, pubblicato nel 2012 ed estratto dal suo quinto album in studio Woman to Woman. Il brano vede la partecipazione del rapper statunitense Lil Wayne.

## Tracce
- Download digitale

1. Enough of No Love (featuring Lil Wayne) – 2:59